# Dennstaedtia madagascariensis
Dennstaedtia madagascariensis là một loài thực vật có mạch trong họ Dennstaedtiaceae. Loài này được (Kunze) Tardieu miêu tả khoa học đầu tiên năm 1958.